# Game2: Winter
Game2: Winter foi um suposto reality show da Rússia que chamou a atenção da imprensa devido as regras do programa permitirem que os participantes sejam violentados. Mais tarde, o produtor do programa, assumiu ser Falso, na verdade foi uma pesquisa de Market. Ele gravou um vídeo revelando tal informação. Prometeu devolver o dinheiro as pessoas as quais assinaram o programa.

## Produção
Cada concorrente dá o consentimento que eles poderiam ser mutilados, até mesmo mortos (...) 2000 câmeras, 900 hectares e 30 vidas.Tudo é permitido. Combate, álcool, assassinato, estupro, tabagismo, qualquer coisa. (...) Você deve entender que a polícia virá e o levará embora (...) Estamos no território da Rússia, e devemos obedecer às leis da Federação Russa.— Trechos das regras do reality
O criador do programa é o empresário Yevgeny Pyatkovsky. Pyatkovsky disse que "vai recusar qualquer reivindicação dos participantes, mesmo que eles sejam mortos ou estuprados".